# Брэндс, Том
То́мас Не́льсон «Том» Брэндс второй (англ. Thomas Nelson "Tom" Brands, II; 9 апреля 1968, Омаха, Небраска, США) — американский борец вольного стиля и тренер. Чемпион Олимпийских игр, чемпион мира, двукратный обладатель Кубка мира, четырёхкратный чемпион США по версии All-American и трёхкратный по версии NCAA. Брат-близнец Терри Брэндса, бронзового призёра Олимпийских игр 2000 года по вольной борьбе.

## Биография
В 1986 и 1987 годах становился чемпионом США среди юниоров.
В 1993 году завоевал звание чемпиона мира, в 1994 году стал обладателем Кубка мира. В 1994 году на чемпионате мира остался лишь 11-м. В 1995 году стал победителем Панамериканских игр и вновь завоевал Кубок мира. В 1995 году был лишь девятым на чемпионате мира. С 1993 по 1996 год побеждал на чемпионатах США.
На Летних Олимпийских играх 1996 года в Атланте боролся в категории до 62 килограммов (полулёгкий вес). После первого круга, борцы делились на две таблицы: победителей и побеждённых. Победители продолжали бороться между собой, а побеждённые участвовали в утешительных схватках. После двух поражений в предварительных и классификационных (утешительных) раундах, борец выбывал из турнира. В ходе турнира, таким образом, из таблицы побеждённых убывали дважды проигравшие, но она же и пополнялась проигрывающими из таблицы победителей. В конечном итоге, определялись восемь лучших борцов. Не проигравшие ни разу встречались в схватке за 1-2 место, выбывшие в полуфинале встречались с победителями утешительных схваток и победители этих встреч боролись за 3-4 места и так далее. В категории боролись 21 спортсмен. Том Брэндc, победив во всех встречах, стал чемпионом олимпийских игр.
| Круг          | Соперник          | Страна           | Результат | Основание     | Время схватки |
| ------------- | ----------------- | ---------------- | --------- | ------------- | ------------- |
| 1             | Аббас Хадж Кенари | Иран             | Победа    | 3-0 (3 балла) | 5:00          |
| 2             | Сергей Смаль      | Беларусь         | Победа    | 4-2 (4 балла) | 5:00          |
| Четвертьфинал | -                 | -                | -         | -             | -             |
| Полуфинал     | Магомед Азизов    | Россия           | Победа    | 4-1 (4 балла) | 5:00          |
| Финал         | Чан Джэ Сон       | Республика Корея | Победа    | 7-0           | 5:00          |

После олимпийских игр оставил борцовскую карьеру и полностью перешёл в тренеры. До этого совмещал тренерскую работу с выступлениями, с 1993 года по 2004 год являлся помощником тренера в клубе университета Айовы Iowa Hawkeyes. В 2005—2006 годах был главным тренером в Вирджинском технологическим университете. В 2006 году вернулся в университет Айовы, уже в качестве главного тренера, продолжает находиться в этой должности на 2014 год. В 2002—2004 годах являлся также одним из тренеров национальной сборной США.
Окончил Университет Айовы, имеет степень бакалавра физической культуры.
На ковре отличался особой напористостью и агрессивностью. В 1993 году вместе с братом Терри был обладателем приза Джона Смита, вручаемого лучшему борцу-вольнику года в  США. Член национального Зала славы борьбы (2001).
Женат, имеет троих детей.